# 製図ペン

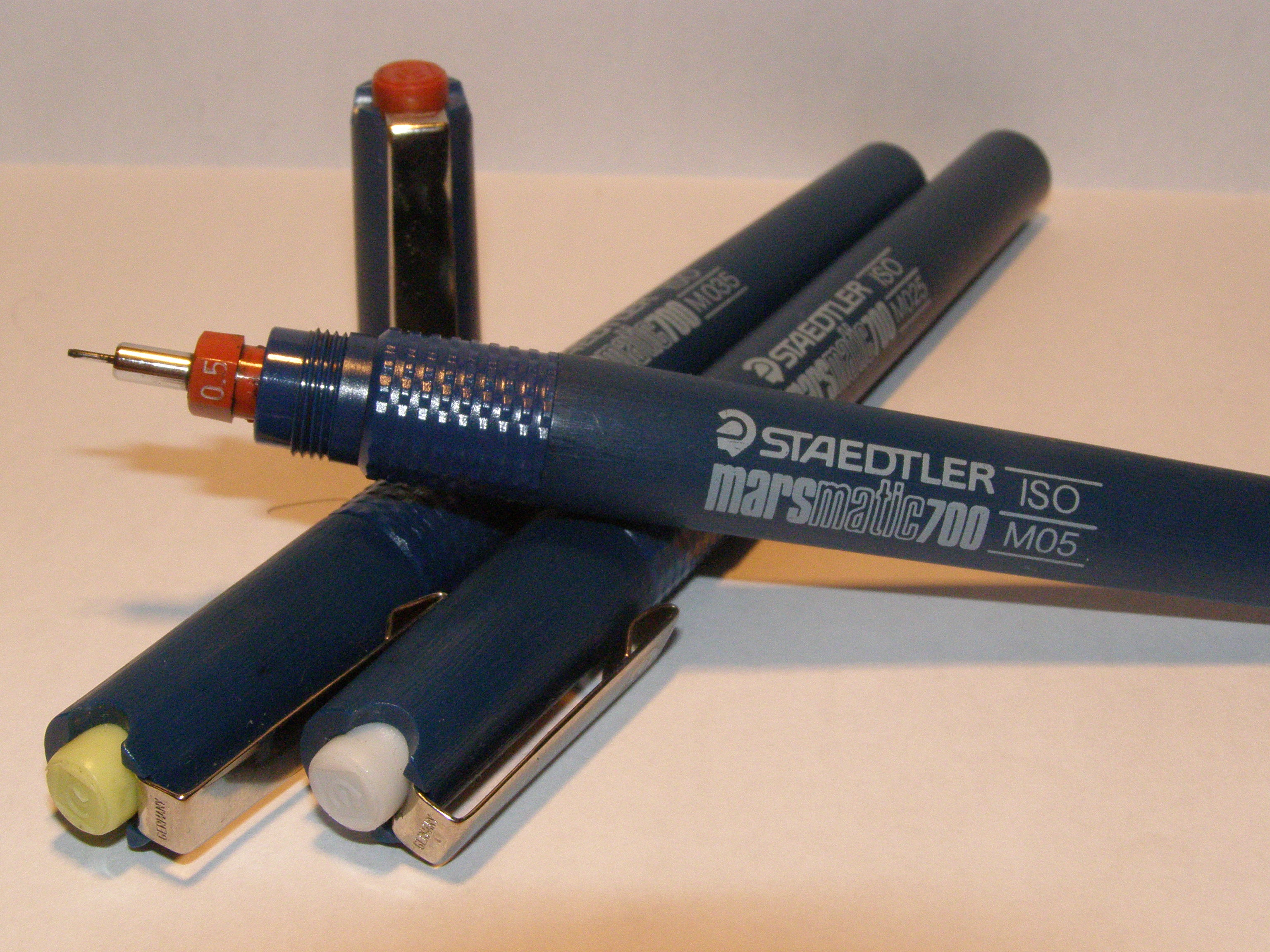
製図ペン

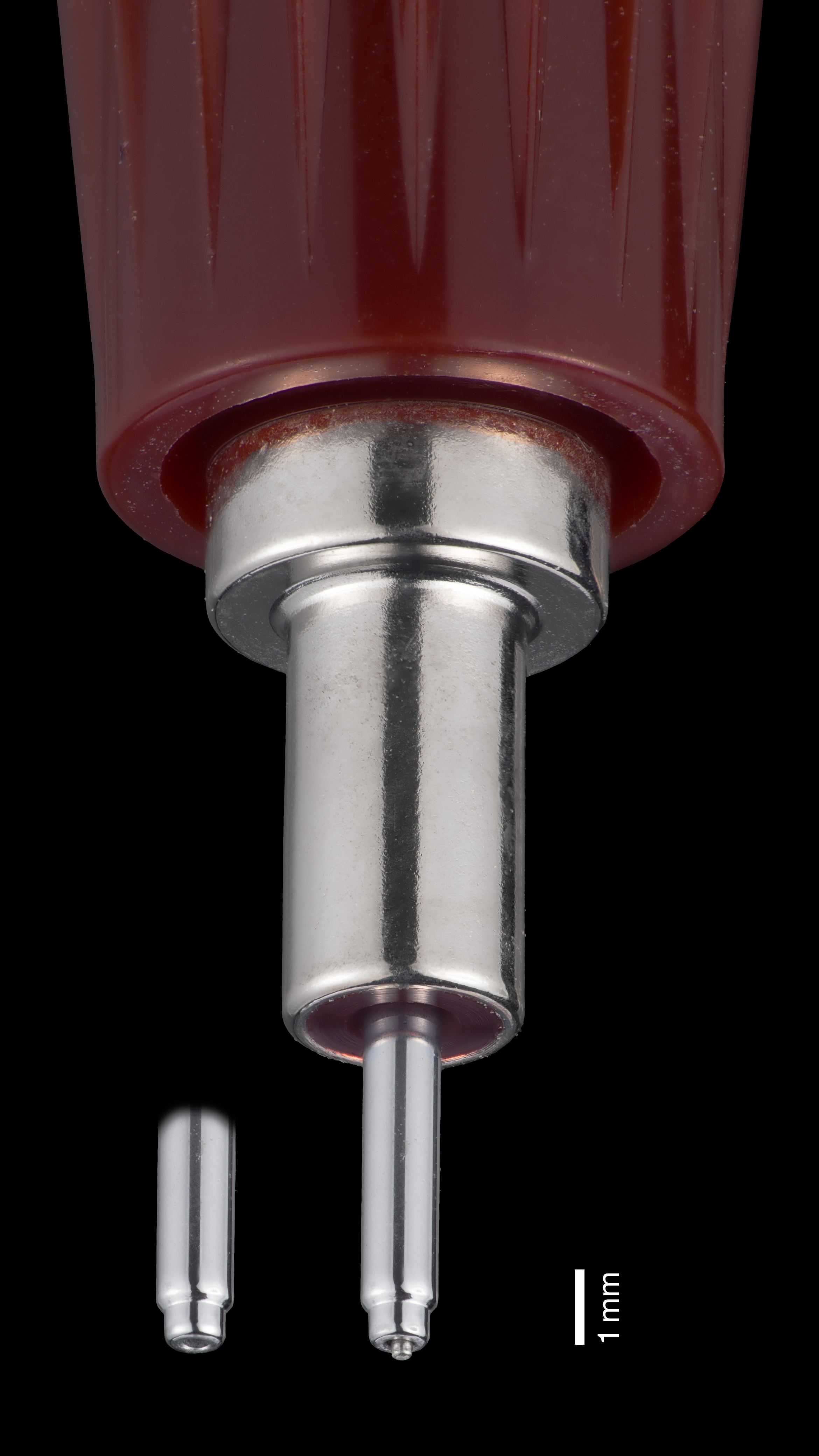
製図ペンの先端

製図ペン（せいずペン、英: technical pen）は図面を書くためのペンで、他の筆記具のペン先が使用者の筆圧や摩耗などで変化するのに比べて、筆圧に左右されることなく、均一な太さや幅の線を描けるように、特定の太さの中空パイプの外軸と、毛細管現象を促すための中軸で構成されたペン先をもつ筆記具。
製図用万年筆、パイプペンとも呼ばれる。元祖のメーカー名である「ロットリング」で通称されることもある。

## 概説
19世紀後半にアメリカのアロンゾ・タウンゼント・クロスやカナダのダンカン・マッキノンによって開発された、スタイログラフィックペンとも呼ばれる針先万年筆が前身である。針先万年筆の製造元であったドイツのロットリング社が、1953年に製図ペンの原型である最初の『ラピッドグラフ』を開発した。従来の万年筆においても、多様な線幅のペン先を用意したり、耐水性・耐光性に優れたインディアインクを使うことで、製図に用いようとするアイデアは存在したが、ラピッドグラフで線幅の正確性の高いペン先が実現され、従来の製図用具であるカラス口の代替として省力性に秀でる製図ペンが広く用いられるようになった。
製図ペンは多様な線幅のペン先が揃えられているのが一般的である。線幅には従来の「標準」と、国際規格ISO 128に定義された製図用の線幅に準拠したものがある。1988年には製図ペンの国際規格ISO 9175が定義された。ISO規格に準拠した製品では、線幅の識別のために下記のような「ISOカラーコード」も外観に用いられる。
| 線幅 (mm) | 0.13 | 0.18 | 0.25 | 0.35 | 0.5 | 0.7 | 1.0 | 1.4 | 2.0 |
| 色        | 紫   | 赤   | 白   | 黄   | 茶  | 青  | 橙  | 緑  | 灰  |

1980年代になると競合品として、水性顔料系インクの極細マーキングペン（ミリペン）が登場した。これは廉価であるが、摩耗などの短所があり、ISO線幅のような規格的厳密さは確立されていない。
最近では製図にCADを利用する場合が多くなり、図面の出力にはプロッタと呼ばれる大型プリンタを用いることから手描きによる筆記具としての製図ペンは使われなくなりつつあるが、無機質で均一な幅の線が引けることからマンガ用の枠線を描く筆記具として、またそのまま無機質な絵を描くための筆記具としても使われている。

## 主なメーカー
- ロットリング社（rOtring）- 1953年に製図ペンの元祖を開発。代名詞的なブランドとして認知されている。
- ステッドラー社（STAEDTLER）- 売上最大手の製造元[4]。
- メカノーマ社（Mecanorma）